# 神戸大学大学院理学研究科・理学部
神戸大学大学院理学研究科（こうべだいがくだいがくいんりがくけんきゅうか、英称:Graduate School of Science）は、神戸大学に設置される大学院研究科の一つである。また、神戸大学理学部（こうべだいがくりがくぶ、英称:Faculty of Science）は、神戸大学に設置される学部の一つである。

## 概要
神戸大学理学部は、旧制姫路高等学校を前身とし、1949年の新制神戸大学発足時に設置された文理学部が、1953年に理学部と文学部とに分離され、設立された。自然科学の基礎的分野である理学についての教育を少人数教育で行っている。　
理学部の1学年の学生数は、理学部では153名（3年次編入生を入れて178名）、大学院理学研究科の前期課程で122名、後期課程で27名である。一方、理学研究科及び関連研究センターには114名ほどの教員が在籍している。
理学部では学部1，2年生を対象とした｢理学グローバルチャレンジプログラム｣を実施している。これにより、海外協定校への学部生の短期留学を積極的に推進している。 また、大学院前期課程においては、外国人留学生を対象として、その修学期間中、英語のみで単位を取得し修了する事ができる｢英語コース｣を設けている。 

## 沿革
- 1949年 - 新制神戸大学発足。文理学部を設置[2]。
- 1953年 - 文理学部を理学部と文学部に分離[2]。
- 1957年 - 理学専攻科を設置[4]。
- 1964年 - 六甲台地区に移転[4]。
- 1965年 - 専攻科を廃止し大学院理学研究科を設置[4]。
- 1994年 - 大学院理学研究科を、大学院農学研究科及び大学院工学研究科と統合し、大学院自然科学研究科に改組[4]。
- 2007年 - 大学院自然科学研究科を解体し、大学院理学研究科として独立[4]。

## 学科
- 入学定員178人[3][5]
  - 数学科[5]
  - 物理学科[5]
  - 化学科[5]
  - 生物学科[5]
  - 惑星学科[5]

## 理学部長・理学研究科長
- 荒川 政彦

## 著名な出身者

### 政治・経済
- 福井武弘 - 元総務省統計局長、元内閣府沖縄総合事務局長、青山学院大学教授
- 橋田俊彦 - 元気象庁長官、日本気象学会副理事長
- 高乗正行 - チップワンストップ創業者・社長、アロー・エレクトロニクス・ジャパン会長・日本代表

### 研究
- 上田寛 - 化学、東京大学名誉教授
- 上田渉 - 化学、北海道大学名誉教授、元触媒学会会長、元石油学会会長
- 植月惠一郎 - 英文学、日本大学教授
- 河内明夫 - 数学、大阪市立大学名誉教授、日本数学会幾何学賞、井上学術賞、大阪科学賞
- 貴田宗三郎 - 数理科学、大阪工業大学名誉教授
- 後藤忠徳 - 資源工学、兵庫県立大学教授
- 白川智弘 - 生物物理学、長岡技術科学大学准教授
- 杉川智 - 情報工学、大阪工業大学准教授
- 相馬芳枝 - 化学、産業技術総合研究所名誉リサーチャー、世界化学年女性化学賞
- 高安美佐子 - 数理物理学、東京工業大学教授
- 宝谷紘一 - 生物物理学、名古屋大学名誉教授、元日本生物物理学会会長
- 田中一郎 - 科学史、金沢大学名誉教授
- 田中隆治 - バイオ技術、星薬科大学学長、青いバラ開発チームリーダー
- 能島裕介 - 情報工学、大阪公立大学教授
- 早川尚男 - 物理学、京都大学教授
- 堀利栄 - 地質学、元愛媛大学副学長、日本地球惑星科学連合副会長、日本学術会議会員
- 増田茂 - 化学、東京大学名誉教授
- 矢持秀起 - 化学、京都大学名誉教授

### 文化
- 伊与原新 - 推理作家、横溝正史ミステリ大賞
- 安原伸 - 自主映画監督、国民文化祭映像部門大賞
- 上野晶子 - チェンバロ奏者、ニューヨーク・アーティスト・インターナショナル・コンクール入賞
- 本田隆行 - 科学コミュニケーター
- 川村みゆき - ユニット折り紙作家

### 芸能
- 三遊亭好一郎 - 落語家
- 各務恵理菜 - タレント、ミスキャンパスKANSAI2007グランプリ

## 教員
- 武田廣 - 第14代神戸大学学長（2015年4月 - 2021年3月）[6]